# Aude Biannic
Aude Biannic (Landerneau, 27 marzo 1991) è una ciclista su strada e pistard francese che corre per il Movistar Team.

## Palmarès

### Strada
- 2008 (Juniores)

Campionati francesi, Prova in linea Junior
- 2010 (una vittoria)

Campionati francesi, Prova a cronometro Under-23
- 2011 (una vittoria)

Classifica generale Tour cycliste de Charente-Maritime Féminin
- 2013 (S.C. Michela Fanini Rox, una vittoria)

4ª tappa Giro della Toscana Femminile-Memorial Michela Fanini (Lucca > Firenze)
- 2016 (Poitou-Charentes.Futuroscope.86, una vittoria)

Classic Féminine de Vienne Nouvelle-Aquitaine
- 2018 (Movistar Team, due vittorie)

Campionati francesi, Prova in linea Elite
Prologo Lotto Belgium Tour (Nieuwpoort > Nieuwpoort)

#### Altri successi
- 2011 (Dilettanti)

Classifica a punti Tour de Bretagne Féminin
Classifica giovani Tour de Bretagne Féminin

### Pista
- 2011

Campionati francesi, Inseguimento individuale
- 2012

Campionati francesi, Inseguimento individuale
Campionati francesi, Inseguimento a squadre (con Laudine Genée, Coralie Sero e Coralie Demay)
- 2015

Campionati francesi, Inseguimento a squadre (con Roxane Fournier e Pascale Jeuland)

## Piazzamenti

### Grandi Giri
- Giro d'Italia

2013: 45ª
2016: 80ª
2017: 75ª
2018: 71ª
2019: 71ª
2020: 66ª
2021: 68ª
2022: 106ª
2023: 104ª
- Tour de France

2022: 94ª
2023: 84ª
- Vuelta a España

2022: 77ª
2023: 84ª

### Competizioni mondiali
- Campionati del mondo su strada

Mosca 2009 - Cronometro Junior: 7ª
Mosca 2009 - In linea Junior: 8ª
Copenaghen 2011 - In linea Elite: 10ª
Toscana 2013 - Cronometro Elite: 12ª
Toscana 2013 - In linea Elite: ritirata
Ponferrada 2014 - Cronometro Elite: 36ª
Ponferrada 2014 - In linea Elite: ritirata
Richmond 2015 - Cronometro Elite: 27ª
Richmond 2015 - In linea Elite: 45ª
Doha 2016 - In linea Elite: 37ª
Bergen 2017 - Cronosquadre: 6ª
Bergen 2017 - In linea Elite: 77ª
Innsbruck 2018 - In linea Elite: ritirata
Yorkshire 2019 - Staffetta: 5ª
Yorkshire 2019 - In linea Elite: 36ª
Fiandre 2021 - In linea Elite: 45ª
Wollongong 2022 - Staffetta mista: 7ª
Wollongong 2022 - In linea Elite: ritirata
Glasgow 2023 - In linea Elite: ritirata
- Giochi olimpici

Londra 2012 - In linea: 10ª

### Competizioni europee
- Campionati europei su strada

Hooglede 2009 - Cronometro Junior: 5ª
Hooglede 2009 - In linea Junior: 48ª
Ankara 2010 - Cronometro Under-23: 11ª
Ankara 2010 - In linea Under-23: 4ª
Goes 2012 - Cronometro Under-23: 7ª
Olomouc 2013 - Cronometro Under-23: 4ª
Olomouc 2013 - In linea Under-23: 9ª
Plumelec 2016 - In linea Elite: 59ª
Herning 2017 - Cronometro Elite: 22ª
Herning 2017 - In linea Elite: 71ª
Glasgow 2018 - In linea Elite: 18ª
Alkmaar 2019 - In linea Elite: 18ª
Plouay 2020 - In linea Elite: 25ª
Trento 2021 - In linea Elite: ritirata
Drenthe 2023 - In linea Elite: 64ª
- Campionati europei su pista

Minsk 2009 - Inseguimento a squadre Junior: 4ª
Minsk 2009 - Inseguimento individuale Junior: 10ª
Minsk 2009 - Corsa a punti Junior: 2ª
San Pietroburgo 2010 - Inseguimento individuale Under-23: 7ª
San Pietroburgo 2010 - Corsa a punti Under-23: 14ª
San Pietroburgo 2010 - Scratch Under-23: 12ª